# Sedloňov
Sedloňov (německy Sattel) je obec, která se nachází v okrese Rychnov nad Kněžnou v Královéhradeckém kraji. Žije zde 210 obyvatel.

## Historie
První písemná zmínka o obci pochází z roku 1654. Do roku 1945 v obci společně žili obyvatelé německé i české národnosti.

## Pamětihodnosti
- Kostel Všech svatých
- Národní přírodní rezervace Bukačka, bukový prales
- Přírodní rezervace Sedloňovský vrch, smíšený les pralesovitého charakteru
- Sedloňovská lípa, nejmohutnější památný strom v CHKO Orlické hory

## Části obce
- Sedloňov
- Polom